# 5e régiment d'hélicoptères de combat
Le 5e régiment d'hélicoptères de combat est une unité de l'aviation légère de l'Armée de terre basée à Pau dans les Pyrénées-Atlantiques.

## Histoire
Le 5e RHC hérite des traditions du peloton d’avions de la 5e division blindée, qui s’est illustrée pendant la campagne d’Allemagne en 1945, et du groupe d’hélicoptères no 2 qui a ouvert la voie aux manœuvres héliportées lors des opérations en Afrique du Nord. Comme en témoigne son insigne, le régiment est directement issu du groupe d'aviation légère divisionnaire parachutiste no 11 et arbore ainsi le fameux choucas des parachutistes entouré des ailes de l’aviation légère de l’Armée de terre.
Cité à l’ordre de l’armée pour son allant et son courage au Tchad en 1979, le 5e RHC est présent depuis sa création sur tous les théâtres où les forces françaises ont été engagées. 
Il est intégré à la 4e division aéromobile le 1er juillet 1985. En 1999, la 4e division aéromobile devient la 4e brigade aéromobile. 
Après la dissolution de la 4e brigade aéromobile en 2010, les trois régiments d'hélicoptères de combat (1er RHC de Phalsbourg, 3e RHC d'Étain et 5e RHC de Pau) passent sous le commandement direct du commandement des forces terrestres (CFT) situé à Lille via le « centre de mise en œuvre aéro ».
Depuis le 5 juillet 2016, il fait partie de la 4e brigade d'aérocombat du commandement de l'aviation légère de l'Armée de terre.
Remis le 1er août 1980, l’étendard du 5e RHC porte dans ses plis le témoignage du courage, de l’abnégation et du dévouement des « bérets bleus » qui servent la France, fidèles à la devise inscrite en lettres d’or sur l’avers de ses soies : Honneur et Patrie.
Sa cravate est décorée de la Croix de guerre 1939/1945 avec 1 étoile de vermeil, et de la Croix de la Valeur militaire avec 4 palmes : une palme le 24 novembre 2011 au titre des opérations sur le théâtre afghan, une palme le 4 octobre 2012 au titre de l’opération en Libye, une palme le 11 juillet 2013 de nouveau au titre des opérations sur le théâtre afghan et une palme le 8 octobre 2014 au titre de l'opération au Mali. Sa cravate est également décorée de la Médaille d’honneur du service de Santé.
Le régiment s'inscrit dans l'histoire en 2007 en étant le premier régiment à recevoir le Tigre, puis l'année suivante en le projetant sur l'opération PAMIR en Afghanistan.
Le 11 juillet 2013, il s’est vu remettre la fourragère aux couleurs de la croix de la valeur militaire au cours d’une cérémonie aux Invalides.
Le 15 avril 2020 vers 16 h 30, un hélicoptère Cougar du 5e RHC s'écrase sur la commune de Bouilh-Devant lors d'un exercice. Deux militaires sont morts, et 5 autres blessés.

## Missions
Combinant l'action du renseignement, des feux et du mouvement, la manœuvre du régiment, est étroitement intégrée à la manœuvre terrestre, dans un cadre interarmes, interarmées, voire interalliés. Il s’agit de ce qui est communément appelé « l’aérocombat ».
Dès sa création, le 5e RHC fait preuve de son efficacité opérationnelle au Tchad puis successivement dans les Balkans, dans le golfe arabo-Persique au cours de la guerre du Golfe, en Somalie, au Rwanda, en Côte d’Ivoire, au Gabon et à Djibouti.
Il est engagé dans l’opération PAMIR en Afghanistan en 2008 en fournissant pendant 5 ans, en auto-relève, les détachements Cougar et Tigre du BATHELICO de la Task Force Lafayette. Il se distingue particulièrement au cours de l’opération HARMATTAN en Libye en 2011 puis dans l’opération SERVAL au Mali en 2013 en ouvrant le théâtre des opérations et en procédant aux premières interventions.

## Composition
Première unité de l'ALAT articulée en structure bataillonnaire et ayant reçu un centre de simulation de dernière génération, le 5e RHC est articulé en 3 bataillons :
- un bataillon d'appui aéromobile (une escadrille des services aériens, une escadrille de commandement et de logistique, une escadrille de commandement de la maintenance et deux escadrilles de réserve, l’EIR 1 et l’EIR 2).
- un bataillon d'hélicoptères de manœuvre et d'assaut (2 escadrilles Puma puis NH-90, une escadrille Cougar et 1 escadrille de maintenance).
- un bataillon d'hélicoptères et reconnaissance et d'attaque (2 escadrilles Tigre, une escadrille Gazelle et 2 escadrilles de maintenance).

### Moyens matériels
Le parc aéronautique est composé au milieu des années 2010 de 12 hélicoptères légers Gazelle, 20 hélicoptères de combat Tigre, 12 hélicoptères de manœuvre Puma (qui sont remplacés par les NH-90 Caïman) et 7 Cougar rénovés.  
Depuis 2009, le régiment est équipé d'un centre de simulation complet et particulièrement moderne. Ce centre permet aux équipages de s’entraîner dans tous les environnements et à tous types de vols.
En 2010, le centre reçoit l’entraîneur de pilotage et de système d’armes (EPSA), représentant une Gazelle Viviane, qui permet de pratiquer tous les types de vol tels le vol aux instruments, le vol avec jumelles de vision nocturne, le tir aux armes de bord HOT, Mistral ou canon de 20 mm, les pannes ou encore les poser poussière.
Enfin, les deux cockpits procedure trainer large fields of view du Tigre complètent l’équipement du centre de simulation. Ils permettent à un équipage de s’entraîner aux procédures d’urgence et à la maîtrise des systèmes d’armes.
Le centre est armé de l’entraîneur didactique interactif tactique pour hélicoptère (EDITH) qui permet de s’entraîner sur 6 postes de manière simultanée.
Le centre accueille également la composante numérisation de l’espace de bataille du régiment avec son centre opérationnel numérisé permanent. Cette co-localisation des moyens de simulation et de numérisation permet l’entraînement tactique de toute la chaîne de commandement.
D’autres moyens équipent également le régiment :
- une tour de contrôle rénovée en 2000 et 2021
- deux radars mobiles équipés du système polyvalent d'atterrissage de recueil de télécommunication et de l'identification de l'altitude (SPARTIATE) pour guider les atterrissages en tout temps à partir de 40 km
- une station météo d'infrastructure (PIC) et une station portable de réception d'informations météorologiques (SPRIM) pour la surveillance des champs de bataille
- les moyens incendies du peloton de sécurité incendie et sauvetage (PSIS) doté de véhicule d'intervention polyvalent (VIM)

## Personnalités ayant servi au sein du régiment
- Yannick Lallemand, aumônier du régiment de 1981 à 1983.

## Sources
- douze unités décorées vingt-quatre unités recevront la Croix de la valeur militaire ultérieurement. Le 5e R.H.C page 22.